# Charles Rabot

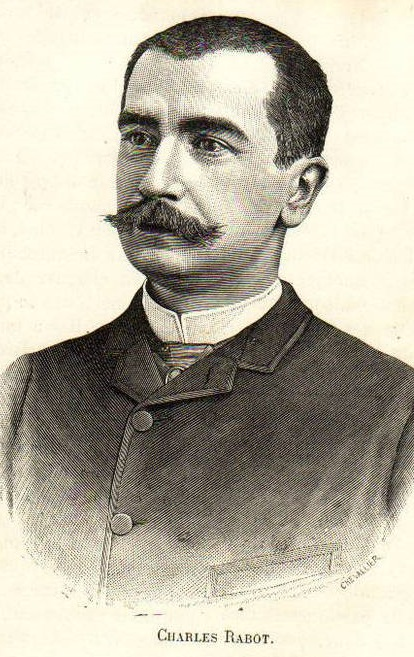

Charles Rabot, född 26 juni 1856 i Nevers i Frankrike, död 1 februari 1944 i Martigné-Ferchaud, var en fransk geograf och bergsbestigare.
Rabot var den förste som besteg Kebnekaises sydtopp. Han nådde toppen 1883 från Tjäktjavagge via en väg över Rabots glaciär, som senare kom att kallas Rabots led.

## Biografi
Charles Rabot studerade juridik och tog juris licentiatexamen, men ägnade sig därefter mest åt geografi, glaciologi och geologi i samband med de upptäcktsresor han företog som alpinist. År 1880 besökte han första gången Skandinavien och gjorde senare flera år i följd forskningsresor i de nordliga delarna. Under resorna gjorde han kartskisser över bland annat glaciären Svartisen. 
Charles Rabot besteg Sveriges högsta bergstopp, sydtoppen på Kebnekaise, den 22 augusti 1883. Två år tidigare, 1881, hade Rabot bestigit Sarektjåkko som han då trodde var Sveriges högsta fjäll och som inte bestigits av någon före honom än Wilhelm Bucht och hans medhjälpare. År 1883 kontaktades fransmannen av chefen för svenska Rikets allmänna kartverk, Vilhelm von Vegesack, med upplysningen att Kebnekaise redan 1880 av Norrbottens ekonomiska kartverk uppmätts vara Sveriges högsta fjäll. 
Mellan åren 1877 och 1880 hade nämligen också Kebnekaiseområdet i detalj karterats av Gustaf Wilhelm Bucht. von Vegesack sände till Rabot en kopia av den av norrbottenskartografernas i detalj upprättade konceptkarta över Kebnekaiseområdet där Kebnekaises sydtopp uppmätts till 7 192 fot eller 2 135 meter. Det av Kartverket stipulerade instrumentet för höjdmätning, aneroidbarometern, förutsatte för en mätning att höjderna bestegs. Med den mätmetoden uppmättes under de nämnda kartografernas expedition 20–30 fjälltoppar, men ej Kebnekaises sydtopp. De instrument som den trigonometriska mätningsmetoden krävde, bedömdes alltför osäkra för att praktiskt kunna användas under väder- och terrängförhållandena i fjällen. Vinkelmätningar, syftningar från bergstoppar gjordes för lägesbestämningar.
Barometeravvägningar i juli 1880 på fast berg från sju olika toppar kring Kebnekaise hade visat, jämfört med senare gjorda mätningar med moderna instrument, att barometermätningarna 1880 gav en missvisning på +20 meter. Minskas 20 meter från den ovan nämnda höjden för Sydtoppen, 2 135 meter, så erhålls 2 115 meter. Då Sydtoppen utan toppjökel 2008 genom radarmätningar kunnat beräknas till 2 057 meter, var toppdrivans tjocklek i juli 1880 58 meter. Den första trigonometriska mätningen av Sydtoppen gjordes 1902 av den 60-årige Per Gustaf Rosén. Han beräknade då höjden till 2 123 meter, vilken senare korrigerats till 2 121 meter.

## Bestigningen av Kebnekaise
I mitten av augusti 1883 utgick Rabots expedition mot Kebenekaise från Elvegård i Skjomdalen i Norge, det vill säga samma väg som Norrbottenskartograferna tre år tidigare nyttjat under sin expedition i fjällmassiven. Detta bland annat i provianteringssyfte. Med sig hade Rabot tre följeslagare: Jon Larsson, same och fjällguide, Hans Monsen från Bodø samt Pehr Abrahamsson. Vandringen till fjällets fot tog dem sex dygn. Vid 19-tiden den 22 augusti nådde följet Kebenekaises sydtopp. Rabot beräknade toppens höjd till 2 130 meter. En osäker uppgift då det inte framgår hur och var hans barometer professionellt kalibrerats. Expeditionen skildrade han 1898 i sin bok Au Cap Nord. Han hade nämnt bestigandet i Frankrike, men i Sverige var detta inte känt före bokens publicering.

## Övrigt
Rabot gjorde skandinaviska Nordens färskvattenfauna till föremål för insamlingar till naturhistoriska museet i Paris, beskrivna i Bulletin de la société zoologique de France. Åren 1884–1885 utsträckte han sina undersökningar till gränstrakterna mellan Norge och Ryssland längs Pasvik älv upp till Enare och vidare över Kolahalvön, till en del genom dittills okända eller föga undersökta trakter. År 1890 besökte han Petjora och norra Uralbergen. Dessutom besökte han Spetsbergen (1882 och 1892), Grönland (1888), Island och Jan Mayen (1891).
Utöver en stor mängd uppsatser i olika franska tidskrifter, i synnerhet om norra Europas och Grönlands geografi, natur- och befolkningsförhållanden, skrev han reseskildringar: À travers la Russie boréale (1894) och Aux fjords de Norvège et aux forêts de Suède (1898). Han var en period sekreterare i Geografiska sällskapet i Paris  och som sådan utgivare av dess "Bulletin" ("La géographie") samt president i den internationella glaciärkommissionen.